# El NotiFiero
El NotiFiero fue un programa de televisión mexicano, que inició su transmisión el 19 de enero de 2007.
Era conducido por Brozo, un personaje creado por Víctor Trujillo y producido por Televisa.
El NotiFiero era una parodia de un informativo televisivo en el cual se analizaban las principales noticias de la vida política nacional e internacional de la semana, a través del sentido del humor y sarcástico del payaso, Brozo.
Fue cancelado sin mayor explicación a partir de enero de 2010. Y el viernes El NotiFiero no se transmitió el Teletón.

## Reporteros
- Marlon Brandon (Eduardo Quezada)[3]
- Wan Chon Lee (Samuel Loo)[3]
- Donovan Olsen (Carlos Cobos)[3]
- Caridad Cienfuegos (Malillany Marín)[4]
- Patrix (Juan Carlos Medellín)
- El Padre Melo. (Ramón Bazet)

### Personajes principales
- Godínez. (Carlos Cobos)
- Soldado Rascón. (Ramón Bazet)
- El pájaro Nené. (Alejandro Aguirre)
- El Robot PP-P2 (Alejandro Aguirre)
- La Beba Galván. (Víctor Trujillo)
- Estetoscopio Medina Chaires. (Víctor Trujillo)
- El Charro Amarillo. (Víctor Trujillo)
- Amadeus Pérez Pachuli. (Víctor Trujillo)